# Anvillea platycarpa
Anvillea platycarpa là một loài thực vật có hoa trong họ Cúc. Loài này được (Maire) Anderb. mô tả khoa học đầu tiên năm 1982.